# Mitrasacme novae-zelandiae
Mitrasacme novae-zelandiae är en tvåhjärtbladig växtart som beskrevs av Joseph Dalton Hooker. Mitrasacme novae-zelandiae ingår i släktet Mitrasacme och familjen Loganiaceae. Inga underarter finns listade i Catalogue of Life.